# Helmut Korherr
Helmut Korherr (* 29. März 1950 in Wien; † 17. Oktober 2021 ebenda) war ein österreichischer Schriftsteller.

## Leben
Helmut Korherr besuchte Schulen in Wien und arbeitete als Bürogehilfe, Hilfsarbeiter und Nachtwächter.  1973 machte er die Externistenmatura und studierte danach einige Semester Theaterwissenschaft. Ab 1976 war er als freier Schriftsteller tätig und veröffentlichte ein breites Œuvre an Stücken.
Helmut Korherr lebte in Wien und in Bad Aussee.

## Auszeichnungen
- 1973 und 1992 Theodor-Körner-Preis
- 1988 Förderungspreis des Landes Niederösterreich
- 1991 Österreichisches Dramatikerstipendium
- 2013 Berufstitel Professor

## Drama
- mit Wilhelm Pellert: Jesus in Ottakring. Theaterstück, uraufgeführt 1974 im Wiener Volkstheater, danach gleichnamiger TV-Film
- Kaiser Josef und das Bierhäuselmensch. Wiener Festwochen 2002.
- Wer wird Megastar. Musical in der Bühne im Hof / St. Pölten (mit Stephan Paryla, Lisa Antoni, Erika Deutinger, Stella Fürst u. v. a.);
- Soeur Sourire. Tragödie in der Wiener Urania mit Andrea Spatzek und Catherine Oborny, 2006.
- Models, Muskeln, Millionäre. Musical in der Bühne im Hof mit Gabriele Schuchter, Vincent Bueno …, 2007.
- Eleonore Duse. Szenische Lesung mit Andrea Jonasson im Lehartheater/Bad Ischl, 2008.
- Die Diva Sandrock und ihr Dichter. in der Freien Bühne Wieden / Wien mit Ulli Fessl … 2009.
- 2009: Hakoah führt! Schauspiel im Stadttheater Walfischgasse mit Wolfgang Böck …, 2009.
- U-Boot. Szenische Lesung „U-Boot“ im Volkstheater/Empfangsraum (u. a. mit Dagmar Schwarz und Günter Franzmeier), 2010.
- Geliebte Sisi. in der Freien Bühne Wieden mit Claudia Androsch, Franz Suhrada und Kurt Hexmann, 2010.
- Freuds Neurosen. im 3raum-Anatomietheater mit Christian Spatzek, 2011.
- Maria Montessori ungeschminkt. im 3raum-Anatomietheater mit Kurt Hexmann, 2012.
- Berta Zuckerkandl und die bittere Wahrheit. Szenische Lesung mit Musik mit Ulli Fessl im Salon vom Café Landtmann in Wien 2013.
- magda goebbels.deutsche mutter Zwei-Frauen-Stück mit Claudia Androsch und Gisela Salcher im Theater des Café Prückel in Wien 2014.
- Jakob Wassermann und die verbrannten Bücher Uraufführung 2014 im Pfarrsaal von Bad Aussee, weitere Aufführungen im Theater des Café Prückel.
- Adolf Loos/Frauen und Freunde (u. a. mit Erika Deutinger) Uraufführung 2015 im Theater des Café Prückel.
- Katia Mann Uraufführung 2016 im Theater des Cafe Prückel mit Erika Deutinger als Katia Mann
- Hedy Lamarr mit Christian Spatzek als Hedy Lamarr Uraufführung 2016 im Theater des Café Prückel.
- Salon Zuckerkandl – 1938 geschlossen (Ulli Fessl, Kurt Hexmann, Roman Kollmer, Reinhard Steiner) Uraufführung 2017 im Theater des Café Prückel.
- "Exil LosAngeles" (Claudia Androsch, Erika Deutinger, Julia Resinger) Uraufführung 2017 im Theater des Café Prückel.
- "Familie Trapp – ein Chor flieht vor Hitler" (mit Eva Billisich, Corinna Pumm, Kurt Hexmann, Roman Kollmer, Reinhard Steiner) UA im Café Prückel 2018.
- "ICH, MEINE FRAU & SIE" Beziehungskomödie (mit Eva Billisich, Catherine Oborny, Christian Spatzek) im Theater des Café Prückel 2018.
- "SANDROCK.SCHNITZLER.SALTEN" (mit Catherine Oborny, Erika Deutinger, Ben Marecek, Reinhard Steiner) im Theater des Café Prückel 2019

## Publikationen
- mit Wilhelm Pellert: Jesus in Ottakring. Wiener Volksstück, Wagner, Innsbruck 1980.
- Waldviertel-Weinviertel-Trilogie. 3 Dramen, Edition Thurnhof, Horn 1986.
- Kurz- und Gemischtwaren. Gedichte und Kurzgeschichten, Malek Verlag, Krems 1990.
- Rudolf II. Kaiserdrama, KÖLA-Verlag, Wien 1994.
- Katapult. Erzählungen, Bibliothek der Provinz, Weimar 1996
- Julia & R. Roman, Edition Va Bene, Wien 1996.
- Mark und Pein. Edition Thurnhof, Horn 1996.
- wos an hoid so eifoid und auffoid. Mundartgedichte, Edition Va Bene, Wien 1997.
- HAKOAH führt! Schauspiel, Literaturedition Niederösterreich, 2000.
- Durch Rauhes zum Stern. Gedichte, Edition Va Ebne, Wien 2001.
- Drei literarische Frauenbilder. Über George Sand, Bertha von Suttner und Eleonora Duse. Edition Rötzer, Eisenstadt 2002.
- Schatzkammergut. Mysterykrimi aus dem Ausseerland im Weishaupt Verlag 2008.
- … und sie liebten Aussee.  Literarische Biografien in der  edition-o 2010.
- Unheil Hitler! Texte gegen den Nationalsozialismus in der Literaturedition Niederösterreich 2017.
- Für ein gutes Heute und ein besseres Morgen – 6 Theaterstücke gegen Unmenschlichkeit im Ephelant Verlag 2021.